# Doreen Warriner
Doreen Agnes Rosemary Julia Warriner (née le 16 mars 1904 à Long Compton et morte le 17 décembre 1972) est une économiste du développement britannique.
En octobre 1938, elle se rend en Tchécoslovaquie pour aider les réfugiés anti-nazis fuyant les Sudètes, récemment occupées par l'Allemagne. Elle devient la chef du Comité britannique pour les réfugiés de Tchécoslovaquie à Prague (British Committee for Refugees from Czechoslovakia in Prague) qui aide 15 000 réfugiés allemands, tchèques et juifs à quitter la Tchécoslovaquie (Kindertransport) alors que le pays est occupé puis annexé par l'Allemagne nazie en 1938 et 1939.
Reconnue « Héros britannique de l'Holocauste », elle est faite membre de l'Ordre de l'Empire britannique (OBE) en 1942.